# Neue Yalubrücke
Die Neue Yalubrücke ist eine Brücke, die den namensgebenden Grenzfluss Yalu überspannt. Sie verbindet die Städte Dandong (Volksrepublik China) und Sinŭiju (Nordkorea). Die vierspurige Schrägseilbrücke ist etwa 3 km lang. Sie ist fertiggestellt, aber noch nicht eröffnet worden.

## Geschichte
Der Bau einer neuen Brücke wurde im Jahre 2010 beschlossen. Neben der Brücke sollen auch eine Zollabfertigung, Hotels etc. errichtet werden.
Die Bauarbeiten wurden im Oktober 2011 aufgenommen und im Oktober 2014 beendet. Die Brücke wurde im November 2015 ihrer Bestimmung übergeben. Jedoch kann sie noch nicht sinnvoll genutzt werden, da sie zunächst auf nordkoreanischer Seite im Ackerland endete (Stand vom August 2015). Die Baukosten betrugen 350 Mio. US-Dollar und wurden allein von China getragen.
Über die Brücke sollen rund 60 % des Handelsvolumens zwischen beiden Staaten abgewickelt werden.
Im August 2017 wurde bekannt, dass ein Geschäftsmann aus China bereit sei, 300 Mio. RMB (ca. 44,7 Mio. US-Dollar) in die Infrastruktur auf nordkoreanischer Seite zu investieren, damit die Brücke nutzbar wird.
Bei seinem Besuch in Nordkorea im Juni 2019 sagte der Staatspräsident der Volksrepublik China, Xi Jinping, die Finanzierung für den Anschluss an das nordkoreanische Straßennetz zu. Die Bauarbeiten liefen lt. Satellitenbildern an. Diese sind mittlerweile abgeschlossen.
Am 9. März 2021 gab die chinesische Provinz Liaoning eine Ausschreibung für die Sicherheitsprüfung heraus, auf nordkoreanischer Seite liefen ebenfalls abschließende Arbeiten an der Straßenanbindung. Aufgrund der COVID-19-Pandemie war wohl erst im zweiten Halbjahr 2021 mit der Eröffnung des Grenzübergangs zu rechnen.
Ab Mitte 2022 führte China die Arbeiten am Zollgelände fort und hält damit weiterhin an einer Eröffnung der Brücke fest, während aufgrund der COVID-19-Pandemie in Nordkorea seitens der koreanischen Behörden keine weiteren Fortschritte zu erkennen waren. Die fertiggestellte Straße wurde lediglich zum Trocknen von Mais genutzt. 2023 wurde bekannt, dass China die noch fehlende Ausrüstung der nordkoreanischen Zollstation bezahlen wird. Im Oktober 2023 wurden vereinzelte Kraftfahrzeuge auf der Brücke beobachtet, aber im Januar 2024 waren dort keine Aktivitäten erkennbar. Am 18./19. Februar 2025 begannen auf nordkoreanischer Seite Aushubarbeiten, genau an derselben 45 Hektar großen Fläche wie sie bereits zwischen Februar und August 2020 begonnen aber nicht abgeschlossen wurden. Hierbei könnte es sich um die Zollanlagen handeln.

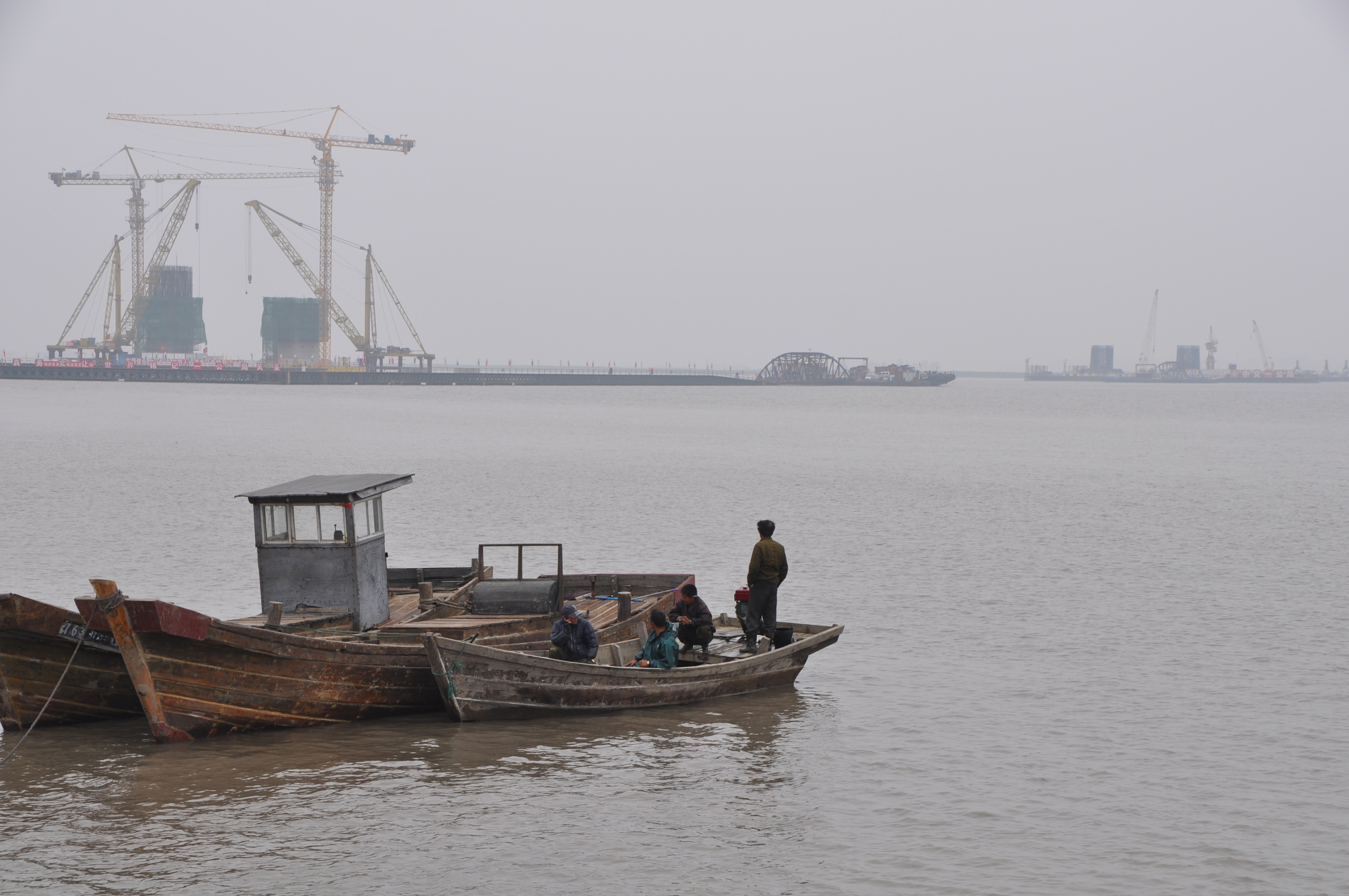
Bauarbeiten im Juni 2012
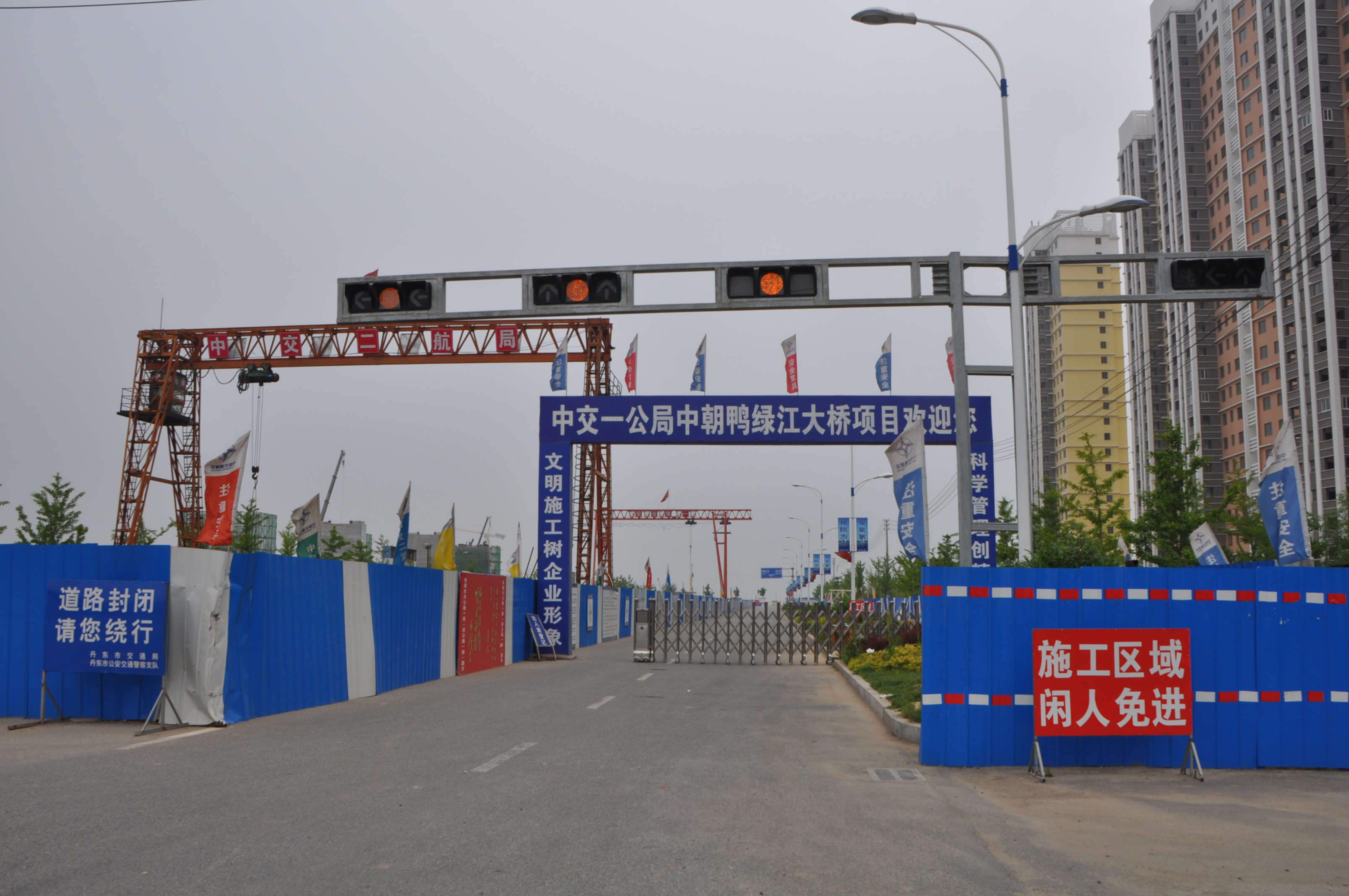
Zufahrt zur Brücke von China aus